# Запис Радошевачки јасен (Ћићевац - град)
Запис Радошевачки јасен (Ћићевац - град) се налази на парцели чији је власник Општина Ћићевац.

## Локација
| Општина             | Ћићевац                                                                     |
| Катастарска општина | Ћићевац - град                                                              |
| Потес               | Ћићевац                                                                     |
| Координате          | 43° 42′ 39″ С; 21° 26′ 27″ И / 43.710700000000003° С; 21.440899999999999° И |
| Надморска висина    | m                                                                           |

## Карактеристике
Дендрометријске вредности утврђене на терену и сателитским снимцима:
| Стабло                     | Јасен |
| Висина стабла              | m     |
| Обим дебла                 | m     |
| Пречник крошње             | 7m    |
| Пречник дебла              | m     |
| Висина дебла до прве гране | m     |

## База записа
Запис је у оквиру Викимедија пројекта "Запис - Свето дрво" заведен под редним бројем 0537.